# 回龙镇 (开江县)
回龙镇，是中华人民共和国四川省达州市开江县下辖的一个乡镇级行政单位。

## 行政区划
回龙镇下辖以下地区：
回龙社区、乐园村、保和寨村、陈家沟村、锁口庙村、高板桥村和赵家坪村。